# Ингаир
Ингаир (тат. Ынгаер) — поселок в Тобольском районе Тюменской области. Входит в состав Надцынского сельского поселения.

## История Ингаира
Основан, возможно, в начале 1930-х как спецпоселок Ингаир (спецпоселки – это режимные поселения раскулаченных и выселенных семей, управляемые поселковыми и районными спецкомендатурами и отделами спецпоселений ГУЛАГа). Название населенному пункту дали, вероятно, от протекающих в данной местности рек: Большой Ингаир (правый приток Иртыша) и Малый Ингаир (приток Большого Ингаира). Согласно одной из версий, название рек происходит от тюркского (татарского) «ин(г) айыр» – широкий приток (древнетюркская основа «аир/айыр» – река). 

## География
Находится примерно в 62 км от Тобольска. Автобусное сообщение и ж.д. сообщение, станция Ингаир.

## Население
| 2010 |
| ---- |
| 245  |